# Scratch (kolarstwo)
Scratch to stosunkowo młoda konkurencja kolarstwa torowego. Wyścig polega na jednoczesnym ściganiu się większej liczby zawodników na dystansie kilkudziesięciu (np. 40) okrążeń toru. Zwycięzcą jest ten, kto jako pierwszy dojedzie do mety, innymi słowy pierwszy przejedzie wyznaczoną liczbę okrążeń. 
Wyścigi w scratchu charakteryzują się dużym naciskiem na taktykę i w swojej istocie podobne są do kolarstwa szosowego. 
Od roku 2002 wyścigi w scratchu na długości 15 km są konkurencją mistrzostw świata.